# Parti socialiste de Lettonie
Le Parti socialiste de Lettonie (en letton : Latvijas Sociālistīskā partija, abrégé en LSP ; en russe : Социалистическая партия Латвии, Sotsialistitcheskaïa partiïa Latvii, abrégé en СПЛ) est un parti politique de Lettonie d'obédience communiste et situé à l'extrême gauche du spectre politique. Son président est Vladimirs Frolovs.

## Histoire
Il a surtout pour électeurs des russophones et a fait partie de l'alliance PCTVL jusqu'en juin 2003 — dont la plupart des membres du parti s'est retirée depuis leur succès aux élections du Saeima en 2002 (25 % des voix).
Héritier des communistes traditionnels et du « Front internationaliste » (Interfront) de 1990, il compte parmi ses dirigeants Alfrēds Rubiks, condamné en juillet 1995 à huit ans de prison pour sa participation au coup d'État manqué du 19 août 1991. Ayant fait alliance avec le parti « Égalité des droits (en) » de Tatjana Ždanoka pour les élections de septembre 1995, ils avaient obtenu 5,65 % des voix et 6 députés au Saeima.